# Новачихский сельский совет (Хорольский район)
Новачихский сельский совет (укр. Новачиська сільська рада) — входит в состав
Хорольского района
Полтавской области
Украины.
Административный центр сельского совета находится в 
с. Новачиха.

## Населённые пункты совета
- с. Новачиха
- с. Зубенки
- с. Левченки
- с. Ореховщина
- с. Остапенки